# 정현정 (작가)
정현정은 드라마 작가이다.

## 집필 작품
- 2000년 MBC 《테마게임》
- 2001년 KBS 《오메, 징한거》
- 2001년~2002 MBC 일요 아침드라마 《어쩌면 좋아》
- 2002년 KBS 《사랑을 묻는 너에게》
- 2002년 MBC 일요 아침드라마 《사랑을 예약하세요》
- 2002년 KBS2  《언제나 두근두근》
- 2002년~2003년 KBS2 《결혼이야기》
- 2003년 MBC 《돈보다 남자》
- 2005년 SBS 월화드라마 《세잎클로버》
- 2006년 MBC  
 일일연속극 《사랑은 아무도 못말려》
- 2008년 SBS 월화드라마 《사랑해》
- 2011년 tvN 월화드라마 《로맨스가 필요해》
- 2012년 tvN 월화드라마 《로맨스가 필요해 2012》
- 2014년 tvN 월화드라마 《로맨스가 필요해 3》
- 2014년 KBS 월화드라마 《연애의 발견》
- 2015년 OLIVE 《처음이라서》
- 2016년 KBS 주말드라마 《아이가 다섯》
- 2019년 tvN 토일드라마 《로맨스는 별책부록》
- 2020년 카카오TV 오리지널 드라마 《도시남녀의 사랑법》